# خانه امینی گز
خانه امینی گز مربوط به دوره قاجار است و در گز، خیابان خواجه نصیر، کوی مناجات، پ ۳۶ واقع شده و این اثر در تاریخ ۱۱ مرداد ۱۳۸۴ با شمارهٔ ثبت ۱۲۳۱۹ به‌عنوان یکی از آثار ملی ایران به ثبت رسیده است.